# 比斯瓦尔堡
比斯瓦尔堡，是西班牙加泰罗尼亚巴塞罗那省的一个市镇。总面积31平方公里，总人口9128人（2001年），人口密度294人/平方公里。